# 第91回日劇學院賞
←第90回 - 第91回 - 第92回→
第91回日劇學院賞，針對2016年10月到12月在日本播出之秋季檔連續劇所做出的投票與評比。本季獲最優秀作品賞為TBS的《逃避雖可恥但有用》，此劇共獲七項獎。助演男優賞得主星野源的總得票數約為第二位的三倍；最佳歌曲《戀》的總得票數為第二位的五倍。

## 得獎名單

### 最優秀作品賞
1. 逃避雖可恥但有用
2. 大河劇：真田丸
3. 不起眼卻很厲害！校閱女孩河野悅子

- 讀者票：1. 逃避雖可恥但有用；2. 出租救世主；3. 該隱與亞伯（日语：カインとアベル (2016年のテレビドラマ)）；4. 大河劇：真田丸；5. THE LAST COP
- 記者票：1. 逃避雖可恥但有用；2. 大河劇：真田丸；3. 不起眼卻很厲害！校閱女孩河野悅子 ；3. 砂之塔〜知道太多事情的鄰居；5. 勇者義彥和被引導的七人
- 評審票：1. 逃避雖可恥但有用；2. 大河劇：真田丸；3. 不起眼卻很厲害！校閱女孩河野悅子 ；4. Doctor-X～外科醫·大門未知子～；4. 黑色十人之女（日语：黒い十人の女#2016年版）

### 主演男優賞
1. 堺雅人（大河劇：真田丸）
2. 山田涼介（該隱與亞伯）
3. 松岡昌宏（家政夫三田園）
4. 山田孝之（勇者義彥和被引導的七人）
5. 織田裕二（IQ246〜華麗事件簿〜）

- 讀者票：1. 堺雅人（大河劇：真田丸）；2. 山田涼介（該隱與亞伯）；3. 澤村一樹（出租救世主）；4. 山田孝之（勇者義彥和被引導的七人）；5. 松岡昌宏（家政夫三田園）
- 記者票：1. 堺雅人（大河劇：真田丸）；2. 山田孝之（勇者義彥和被引導的七人）；3. 松岡昌宏（家政夫三田園）；4. 山田涼介（該隱與亞伯）；5. 織田裕二（IQ246〜華麗事件簿〜）
- 評審票：1. 堺雅人（大河劇：真田丸）；2. 阿部寬（Sniffer 嗅覺搜查官（日语：スニッファー 嗅覚捜査官））；3. 松岡昌宏（家政夫三田園）；3. 織田裕二（IQ246〜華麗事件簿〜）；5. 山田孝之（勇者義彥和被引導的七人）

### 主演女優賞
1. 新垣結衣（逃避雖可恥但有用）
2. 石原聰美（不起眼卻很厲害！校閱女孩河野悅子）
3. 米倉涼子（Doctor-X～外科醫·大門未知子～）
4. 菅野美穗（砂之塔〜知道太多事情的鄰居）
5. 原田知世（命運般的愛情（日语：運命に、似た恋））

- 讀者票：1. 新垣結衣（逃避雖可恥但有用）；2. 石原聰美（不起眼卻很厲害！校閱女孩河野悅子）；3. 米倉涼子（Doctor-X～外科醫·大門未知子～）；4. 天海祐希（Chef～三星級的營養午餐～）；5. 栗山千明（Copy face ～消失的我～（日语：コピーフェイス〜消された私〜））
- 記者票：1. 新垣結衣（逃避雖可恥但有用）；2. 石原聰美（不起眼卻很厲害！校閱女孩河野悅子）；3. 菅野美穗（砂之塔〜知道太多事情的鄰居）；4. 米倉涼子（Doctor-X～外科醫·大門未知子～）；5. 吉田羊（醫療小組達文西女士的診斷）
- 評審票：1. 新垣結衣（逃避雖可恥但有用）；2. 米倉涼子（Doctor-X～外科醫·大門未知子～）；3. 石原聰美（不起眼卻很厲害！校閱女孩河野悅子）；4. 原田知世（命運般的愛情）5. 菅野美穗（砂之塔〜知道太多事情的鄰居）；5. 天海祐希（Chef～三星級的營養午餐～）；5. 島崎遙香（警視廳 印尼炒飯課（日语：警視庁 ナシゴレン課））

### 助演男優賞
1. 星野源（逃避雖可恥但有用）
2. 草刈正雄（大河劇：真田丸）
3. 大泉洋（大河劇：真田丸）
4. 藤井流星（出租救世主）
5. 菅田將暉（不起眼卻很厲害！校閱女孩河野悅子）

- 讀者票：1. 星野源（逃避雖可恥但有用）；2. 藤井流星（出租救世主）；3. 菅田將暉（不起眼卻很厲害！校閱女孩河野悅子）；4. 窪田正孝（THE LAST COP）；5. 大泉洋（大河劇：真田丸）
- 記者票：1. 星野源（逃避雖可恥但有用）；2. 草刈正雄（大河劇：真田丸）；3. 大泉洋（大河劇：真田丸）；4. 菅田將暉（不起眼卻很厲害！校閱女孩河野悅子）；4. 藤岡靛（IQ246〜華麗事件簿〜）；4. 室剛（勇者義彥和被引導的七人）
- 評審票：1. 星野源（逃避雖可恥但有用）；2. 草刈正雄（大河劇：真田丸）；3. 小日向文世（大河劇：真田丸）；4. 菅田將暉（不起眼卻很厲害！校閱女孩河野悅子）；4. 藤岡靛（IQ246〜華麗事件簿〜）

### 助演女優賞
1. 石田百合子（逃避雖可恥但有用）
2. 長澤正美（大河劇：真田丸）
3. 松嶋菜菜子（砂之塔〜知道太多事情的鄰居）
4. 志田未來（出租救世主）
5. 清水富美加（家政夫三田園）

- 讀者票：1. 石田百合子（逃避雖可恥但有用）；2. 志田未來（出租救世主）；3. 長澤正美（大河劇：真田丸）；4. 松嶋菜菜子（砂之塔〜知道太多事情的鄰居）；5. 倉科佳奈（該隱與亞伯）
- 記者票：1. 石田百合子（逃避雖可恥但有用）；2. 松嶋菜菜子（砂之塔〜知道太多事情的鄰居）；3. 長澤正美（大河劇：真田丸）；4. 竹內結子（大河劇：真田丸）；5. 志田未來（出租救世主）；5. 土屋太鳳（IQ246〜華麗事件簿〜）
- 評審票：1. 長澤正美（大河劇：真田丸）；2. 清水富美加（家政夫三田園）；3. 松嶋菜菜子（砂之塔〜知道太多事情的鄰居）；3. 江口典子（日语：江口のりこ）（不起眼卻很厲害！校閱女孩河野悅子）；3. 水野美紀（黑色十人之女）

### 主題曲賞
1. 《戀》星野源（逃避雖可恥但有用）
2. 《砂之塔》THE YELLOW MONKEY（砂之塔〜知道太多事情的鄰居）
3. 《Give Me Love》Hey! Say! JUMP（該隱與亞伯）

- 讀者票：1. 《戀》星野源（逃避雖可恥但有用）；2. 《Give Me Love》Hey! Say! JUMP（該隱與亞伯）；3. 《one chance（日语：なうぇすと）》Johnny's WEST（出租救世主）；4. 《樹海の糸（日语：樹海の糸）》Cocco（命運般的愛情）；5. 《砂之塔》 THE YELLOW MONKEY（砂之塔〜知道太多事情的鄰居）
- 記者票：1. 《戀》星野源（逃避雖可恥但有用）；2. 《砂之塔》 THE YELLOW MONKEY（砂之塔〜知道太多事情的鄰居）；3. 《Give Me Love》Hey! Say! JUMP（該隱與亞伯）；4. 《即使會逃避，仍要向前進》CHARAN-PO-RANTAN（日语：チャラン・ポ・ランタン）（逃避雖可恥但有用）；5. 《Heaven's Door ～陽光照耀之地～》栞菜智世（日语：栞菜智世）（不起眼卻很厲害！校閱女孩河野悅子）；5. 《樹海の糸》Cocco（命運般的愛情）；5. 《12月的雨（日语：12月の雨）》chay（日语：chay）（不起眼卻很厲害！校閱女孩河野悅子）
- 評審票：1. 《戀》星野源（逃避雖可恥但有用）；2. 《Smile for me（日语：宇宙図書館）》松任谷由實（Chef～三星級的營養午餐～）；3. 《Heaven's Door ～陽光照耀之地～》栞菜智世（不起眼卻很厲害！校閱女孩河野悅子）；4. 《覺得一直活著》あいみょん（你只想住在吉祥寺嗎？）；5. 《砂之塔》 THE YELLOW MONKEY（砂之塔〜知道太多事情的鄰居）；5. 《Give Me Love》Hey! Say! JUMP（該隱與亞伯）； 5. 《即使會逃避，仍要向前進》CHARAN-PO-RANTAN（逃避雖可恥但有用）

### 劇本賞
1. 三谷幸喜（大河劇：真田丸）
2. 野木亞紀子（逃避雖可恥但有用）
3. 笨蛋節奏 （黑色十人之女）

### 導演賞
1. 金子文紀、土井裕泰、石井康晴（日语：石井康晴）（逃避雖可恥但有用）
2. 木村隆文（日语：木村隆文 (演出家)）、吉川邦夫、田中正、小林大兒、土井祥平、渡邊哲也、保坂慶太（大河劇：真田丸）
3. 佐藤東彌（日语：佐藤東弥）、小室直子、森雅弘（不起眼卻很厲害！校閱女孩河野悅子）

### 特別賞
- 戀舞（逃避雖可恥但有用）

## 得獎原因[1][2]
- 關於新垣結衣，「可愛度全開」「出群的喜劇表現力」沒甚麼可以挑剔。
- 關於星野源，「主角級的活躍度。戰戰兢兢的感覺演繹得很好」「《逃避雖可恥但有用》的成功一方面也是因為有星野源」。
- 關於《逃避雖可恥但有用》主題曲《戀》，「是一首當聽到時就會在腦海中想起劇集場面，是真正所謂劇集的主題曲」。

## 外部連結
- 第91回日劇學院賞 （页面存档备份，存于）

1. ↑  http://forum1.hkgolden.com/view.aspx?type=BW&message=6674413&page=9
2. ↑  http://www.weibo.com/ttarticle/p/show?id=2309404075480918688831